# Пачускі-Дуже
Пачускі-Дуже (пол. Paczuski Duże) — село в Польщі, у гміні Беляни Соколовського повіту Мазовецького воєводства.
Населення — 136 осіб (2011).
У 1975-1998 роках село належало до Седлецького воєводства.

## Демографія
Демографічна структура станом на 31 березня 2011 року:
|          | Загалом | Допрацездатний вік | Працездатний вік | Постпрацездатний вік |
| -------- | ------- | ------------------ | ---------------- | -------------------- |
| Чоловіки | 71      | 10                 | 48               | 13                   |
| Жінки    | 65      | 10                 | 33               | 22                   |
| Разом    | 136     | 20                 | 81               | 35                   |